# Resclosa dels Campassos
La Resclosa dels Campassos és un embassament que pertany al riu Calders, creat per una petita presa d'obra, situada en el terme municipal de Monistrol de Calders, al Moianès.
Fou construïda al segle xvi per tal de dur aigua al Molí de la Païssa. A principis del xx fou ampliada per tal de proveir les instal·lacions industrials de la Colònia tèxtil que es construí al mateix indret on hi havia el molí.
Respecte al canvi d'ús d'aquesta resclosa, podem concretar que fou portat a terme entre l'any 1900 (última referència a l'ús de la resclosa per donar força al molí) i el 1904 (primera referència a l'ús de la resclosa per donar força a les instal·lacions industrials de la Colònia Clarassó). Aquest canvi d'ús comportà la reconstrucció integral de la resclosa i del canal, ampliant la capacitat i modificant el traçat d'aquest últim, fent-lo passar per un túnel excavat en roca viva.